# Wrocław – miasto spotkań
Wrocław – miasto spotkań (ang. Wroclaw – the meeting place) – oficjalne hasło promocyjne Wrocławia, ogłoszone w strategii rozwoju i promocji miasta „Wrocław 2000 plus”, przyjętej uchwałą Rady Miejskiej z dnia 4 czerwca 1998 roku. 
Metafora „miasto spotkań” pojawiła się w homilii, którą Jan Paweł II wygłosił 1 czerwca 1997 roku, podczas mszy na zakończenie 46. Międzynarodowego Kongresu Eucharystycznego we Wrocławiu. Municypalne hasło jest nawiązaniem do słów papieża: „Wrocław jest miastem położonym na styku trzech krajów, które historia bardzo ściśle ze sobą połączyła. Jest poniekąd miastem spotkania, jest miastem, które jednoczy. Tutaj w jakiś sposób spotyka się tradycja duchowa Wschodu i Zachodu.”
Alternatywnym źródłem tej metafory jest wydana w 1950 roku książka Tadeusza Mikulskiego Spotkania wrocławskie, tom szkiców biograficznych o kontaktach polsko-wrocławskich od XVIII do XX w. W przedmowie do II wydania prof. Mikulski zaznaczył, że „pierwszy pomysł Spotkań wrocławskich pochodzi z jesieni 1945 r.”, a na łamach „Zeszytów Wrocławskich” (1947) sprecyzował znaczenie formuły tytułowej jako „spotkanie ludzi i idei”.
Do pojęcia „spotkania” nawiązywały także inne wrocławskie instytucje, wydarzenia i publikacje, np.:
- Wrocławskie Spotkania Teatrów Jednego Aktora (1976);
- Spotkania z Piosenką Żeglarską i Muzyką Folk „Szanty we Wrocławiu” (1989);
- Wrocławskie Spotkania Wydawców Dobrej Książki (1992);
- „Spotkajmy się we Wrocławiu”, czasopismo wydawane we współpracy z Urzędem Miasta Wrocławia, red. B. Folta (2001);
- A. Zawada, Dolny Śląsk. Ziemia spotkania (2002);
- B. Maciejewska, Miasto spotkań (2005);
- J.B. Kos, Spotkania ludzi i idei, Suplement Dolnośląskiego Rocznika Literackiego „Pomosty” 2007, tom XII;
- „The meeting place” - seria spektakli wrocławskiego teatru Ad Spectatores: „Wrocław, sex i brzydkie słowa” (2008), „Wrzesień 27 42 08” (2008), „Biskupi z Biskupina i partyzanci z Oporowa targają Tarnogaj” (2009);
- „Miasto spotkań” - poemat muzyczny zespołu Kariera. 30 Przegląd Piosenki Aktorskiej we Wrocławiu (2009);
- „Kantata - Wrocław Miasto Spotkań” w wykonaniu Orkiestry Filharmonii Dolnośląskiej oraz chórów „Gaudium”, „Ars Cantandi” i „Pueri Cantores Wratislavienses” (Święto Wrocławia 2009);
- Wrocław jako „Miasto Spotkań” groteskowo przedstawił Michał Witkowski w powieści Margot (Warszawa 2009).

Źródła
- http://www.wroclaw.pl/m3529/p44117.aspx [artykuł „Wrocław – miasto spotkań” na stronie UM Wrocławia]
- http://serwisy.gazeta.pl/jp2/1,72516,2641664.html [homilia Jana Pawła II z 1 czerwca 1997 r. w sewisie gazeta.pl]